# Chaenorhinum glareosum
Chaenorhinum glareosum är en grobladsväxtart som först beskrevs av Pierre Edmond Boissier, och fick sitt nu gällande namn av Heinrich Moritz Willkomm. Chaenorhinum glareosum ingår i släktet småsporrar, och familjen grobladsväxter. Inga underarter finns listade i Catalogue of Life.